# Hiệu ứng quang điện

Hiệu ứng quang điện

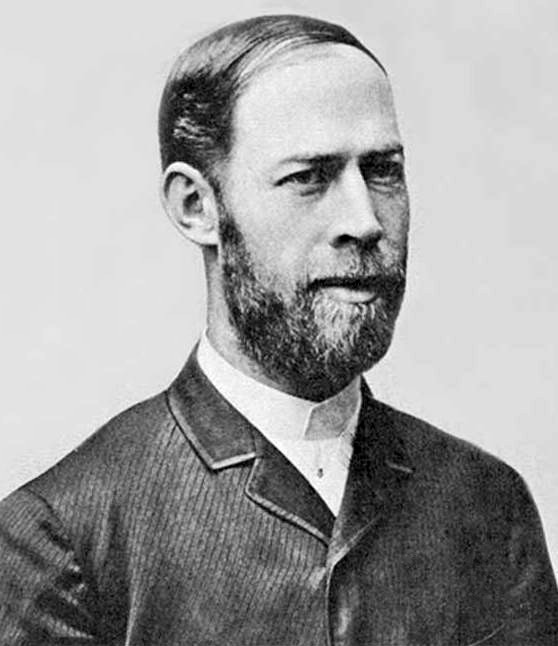
Heinrich Rudolf Hertz

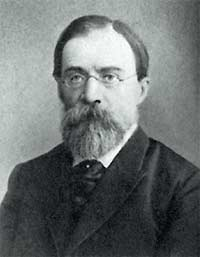
Alexander Stoletov

Hiệu ứng quang điện là một hiện tượng điện - lượng tử, trong đó các điện tử được thoát ra khỏi nguyên tử (quang điện trong) hay vật chất (quang điện thường) sau khi hấp thụ năng lượng từ các photon trong ánh sáng làm nguyên tử chuyển sang trạng thái kích thích làm bắn electron ra ngoài. Hiệu ứng quang điện đôi khi được người ta dùng với cái tên Hiệu ứng Hertz, do nhà khoa học Heinrich Hertz tìm ra.
Việc nghiên cứu hiệu ứng quang điện đưa tới những bước quan trọng trong việc tìm hiểu về lượng tử ánh sáng và các electron, cũng như tác động đến sự hình thành khái niệm lưỡng tính sóng hạt.

## Hiện tượng
Khi bề mặt của một tấm kim loại được chiếu bởi bức xạ điện từ có tần số lớn hơn một tần số ngưỡng (tần số ngưỡng này là giá trị đặc trưng cho chất làm nên tấm kim loại này), các điện tử sẽ hấp thụ năng lượng từ các photon và sinh ra dòng điện (gọi là dòng quang điện). Khi các điện tử bị bật ra khỏi bề mặt của tấm kim loại, ta có hiệu ứng quang điện ngoài (external photoelectric effect). Các điện tử không thể phát ra nếu tần số của bức xạ nhỏ hơn tần số ngưỡng bởi điện tử không được cung cấp đủ năng lượng cần thiết để vượt ra khỏi rào thế (gọi là công thoát). Điện tử phát xạ ra dưới tác dụng của bức xạ điện từ được gọi là quang điện tử.
Ở một số chất khác, khi được chiếu sáng với tần số vượt trên tần số ngưỡng, các điện tử không bật ra khỏi bề mặt, mà thoát ra khỏi liên kết với nguyên tử, trở thành điện tử tự do (điện tử dẫn) chuyển động trong lòng của khối vật dẫn, và ta có hiệu ứng quang điện trong (internal photoelectric effect). Hiệu ứng này dẫn đến sự thay đổi về tính chất dẫn điện của vật dẫn, do đó, người ta còn gọi hiệu ứng này là hiệu ứng quang dẫn.

## Các định luật quang điện và giải thích
Có nhiều người đưa ra các mô hình giải thích khác nhau về hiệu ứng quang điện tuy nhiên đều không thành công do sử dụng mô hình sóng ánh sáng. Albert Einstein là người giải thích thành công hiệu ứng quang điện bằng cách sử dụng mô hình lượng tử ánh sáng. Heinrich Hertz và Stoletov là những người nghiên cứu chi tiết về hiệu ứng quang điện và đã thành lập các định luật quang điện.
1. Ở mỗi tần số bức xạ và mỗi kim loại, cường độ dòng quang điện (cường độ dòng điện tử phát xạ do bức xạ điện từ) tỉ lệ thuận với cường độ chùm sáng tới.
2. Với mỗi kim loại, tồn tại một tần số tối thiểu của bức xạ điện từ mà ở dưới tần số đó, hiện tượng quang điện không xảy ra. Tần số này được gọi là tần số ngưỡng, hay giới hạn quang điện của kim loại đó.
3. Ở trên tần số ngưỡng, động năng cực đại của quang điện tử không phụ thuộc vào cường độ chùm sáng tới mà chỉ phụ thuộc vào tần số của bức xạ.
4. Thời gian trong quá trình từ lúc bức xạ chiếu tới và các điện tử phát ra là rất ngắn, dưới 10−9 giây.

Albert Einstein đã sử dụng Thuyết lượng tử để lý giải hiện tượng quang điện. Theo liên hệ Planck–Einstein, mỗi photon có tần số {\displaystyle f} sẽ tương ứng với một lượng tử năng lượng có năng lượng {\displaystyle \epsilon =h.f}
Ở đây, {\displaystyle h} là hằng số Planck.
Năng lượng mà điện tử hấp thụ được sẽ được dùng cho 2 việc:
- Thoát ra khỏi liên kết với bề mặt kim loại (vượt qua công thoát {\displaystyle \Phi })
- Cung cấp cho điện tử một động năng ban đầu {\displaystyle E_{k_{max}}={\frac {1}{2}}m.v^{2}}

Như vậy, theo định luật bảo toàn năng lượng, ta có thể viết phương trình:
{\displaystyle h.f=\Phi +E_{k_{max}}}
Do động năng luôn mang giá trị dương, do đó, hiệu ứng này chỉ xảy ra khi:
{\displaystyle h.f\geq \Phi =h.f_{0}}
có nghĩa là hiệu ứng quang điện chỉ xảy ra khi {\displaystyle f\geq f_{0}}
{\displaystyle f_{0}=\Phi /h} chính là giới hạn quang điện của kim loại.

## Hiệu ứng quang dẫn
Trong nhiều vật liệu, hiệu ứng quang điện ngoài không xảy ra mà chỉ xảy ra hiện tượng quang điện trong (thường xảy ra với các chất bán dẫn). Khi chiếu các bức xạ điện từ vào các chất bán dẫn, nếu năng lượng của photon đủ lớn (lớn hơn độ rộng vùng cấm của chất, năng lượng này sẽ giúp cho điện tử dịch chuyển từ vùng hóa trị lên vùng dẫn, do đó làm thay đổi tính chất điện của chất bán dẫn (độ dẫn điện của chất bán dẫn tăng lên do chiếu sáng). Hoặc sự chiếu sáng cũng tạo ra các cặp điện tử - lỗ trống cũng làm thay đổi cơ bản tính chất điện của bán dẫn. Hiệu ứng này được sử dụng trong các photodiode, phototransitor, pin mặt trời...

## Lịch sử của hiệu ứng quang điện
- Alexandre Edmond Becquerel lần đầu tiên quan sát thấy hiệu ứng quang điện xảy ra với một điện cực được nhúng trong dung dịch dẫn điện được chiếu sáng vào năm 1839. Năm 1873, Willoughby Smith phát hiện rằng selen (Se) có tính quang dẫn.
- Năm 1887, Heinrich Hertz quan sát thấy hiệu ứng quang điện ngoài đối với các kim loại (cũng là năm ông thực hiện thí nghiệm phát và thu sóng điện từ. Sau đó Aleksandr Grigorievich Stoletov (Александр Григорьевич Столетов, 1839-1896)) đã tiến hành nghiên cứu một cách tỉ mỉ và xây dựng nên các định luật quang điện.
- Một trong các công trình của Albert Einstein xuất bản trên tạp chí Annal der Physik đã lý giải một cách thành công hiệu ứng quang điện cũng như các định luật quang điện dựa trên mô hình hạt ánh sáng, theo Thuyết lượng tử vừa được công bố vào năm 1900 của Max Planck. Các công trình này đã dẫn đến sự công nhận về bản chất hạt của ánh sáng, và sự phát triển của lý thuyết lưỡng tính sóng - hạt của ánh sáng.

## Ứng dụng của hiệu ứng quang điện
- Pin mặt trời, photodiode, phototransistor...
- Các cảm biến ghi ảnh (ví dụ như cảm biến CCD sử dụng trong các camera), các cảm biến quang học, các Đèn nhân quang điện,...